# Список кардиналов, возведённых папой римским Бенедиктом XIV
Кардиналы, возведённые Папой римским Бенедиктом XIV — 64 прелата и клирика были возведены в сан кардинала на семи Консисториях за почти восемнадцать лет понтификата Бенедикта XIV.
Самой крупной консисторий была Консистория от 9 сентября 1743 года, на которой было возведено двадцать пять кардиналов.

## Консистория от 9 сентября 1743 года
- Иоганн Теодор Баварский, епископ Регенсбурга (Регенсбургское епископство);
- Хоакин Фернандес де Портокарреро, титулярный латинский патриарх Антиохийский (Папская область);
- Камилло Паолуччи, титулярный архиепископ Иконии, апостольский нунций в Австрии (Папская область);
- Раффаэле Козимо де Джиролами, титулярный архиепископ Дамиаты, секретарь Священной Конгрегации по делам епископов и монашествующих (Папская область);
- Карло Альберто Гвидобоно Кавалькини, титулярный архиепископ Филиппи, секретарь Священной Конгрегации Тридентского собора (Папская область);
- Джованни Баттиста Барни, титулярный архиепископ Эдессы, апостольский нунций в Испании (Папская область);
- Джакомо Одди, титулярный архиепископ Лаодикеи, апостольский нунций в Португалии (Папская область);
- Федерико Марчелло Ланте Монтефельтро делла Ровере, титулярный архиепископ Петры, президент Урбино (Папская область);
- Марчелло Крешенци, титулярный архиепископ Назианза, апостольский нунций во Франции (Папская область);
- Джорджо Дориа, титулярный архиепископ Халкидона (Папская область);
- Франческо Ланди, архиепископ Беневенто (Папская область);
- Джузеппе Поццобонелли, архиепископ Милана (Миланское герцогство);
- Франческо Риччи, губернатор Рима и вице-камерленго Святой Римской Церкви (Папская область);
- Антонио Мария Руффо, генеральный аудитор Апостольской Палаты (Папская область);
- Марио Болоньетти, генеральный казначей Апостольской Палаты (Папская область);
- Джироламо Колонна ди Шарра, апостольский протонотарий, префект Апостольского дворца (Папская область);
- Просперо Колонна ди Шарра, апостольский протонотарий, магистр Папской Палаты (Папская область);
- Карло Леопольдо Кальканьини, декан аудиторов Трибунала Священной Римской Роты (Папская область);
- Алессандро Танара, аудитор Трибунала Священной Римской Роты (Папская область);
- Филиппо Мария де Монти, секретарь Священной Конгрегации Пропаганды Веры (Папская область);
- Джироламо Барди, секретарь Священной Конгрегации Священной Консульты (Папская область);
- Луиджи Мария Лучини, O.P., комиссар Верховной Священной Конгрегации Римской и Вселенской Инквизиции (Папская область);
- Фортунато Тамбурини, O.S.B.Cas., аббат монастыря Сан-Паоло-фуори-ле-Мура, в Риме (Папская область);
- Джоаккино Безоцци, O.Cist., аббат монастыря Санта-Кроче-ин-Джерусалемме, в Риме (Папская область);
- Доменико Орсини д’Арагона, внучатый племянник Папы Бенедикта XIII (Папская область).

## Консистория от 10 апреля 1747 года
- Альваро де Мендоса, патриарх Западной Индии (Испания);
- Даниэле Дольфин, патриарх Аквилеи (Венецианская республика);
- Раньеро Феличе Симонетти, титулярный архиепископ Никосии (Папская область);
- Фредерик-Жером де Ларошфуко де Руа, архиепископ Буржа (Франция);
- Франсуа-Арман-Огюст де Роган-Субиз-Вентадур, титулярный епископ Птолемаиды Фиваидской, коадъютор, с правом наследования, Страсбурга (Франция);
- Фердинанд Юлиус фон Тройер, епископ Оломоуца, Моравия (Земли богемской короны);
- Джованни Баттиста Месмер, генеральный казначей Апостольской Палаты (Папская область);
- Жозе Мануэл да Камара де Аталая, primarius principalis кафедрального собора Лиссабона (Португалия);
- Джованни Франческо Альбани, клирик Апостольской Палаты (Папская область);
- Марио Миллини, декан Трибунала Священной Римской Роты (Папская область);
- Карло Витторио Амедео делле Ланце, раздатчик милостыни и про-капеллан двора короля Сардинии Карла Эммануила III (Сардинское королевство).

## Консистория от 3 июля 1747 года
- Генрих Бенедикт Стюарт (Папская область).

## Консистория от 26 ноября 1753 года
- Джузеппе Мария Ферони, титулярный архиепископ Дамаска, секретарь Священной Конгрегации по делам епископов и монашествующих (Папская область);
- Фабрицио Сербеллони, титулярный архиепископ Петры, апостольский нунций в Австрии (Папская область);
- Джованни Франческо Стоппани, титулярный архиепископ Коринфа, президент Урбино (Папская область);
- Лука Мелькиоре Темпи, титулярный архиепископ Никомедии, апостольский нунций в Португалии (Папская область);
- Карло Франческо Дурини, архиепископ-епископ Павии и Амасеи (Папская область);
- Энрико Энрикес, титулярный архиепископ Назианза, апостольский нунций в Испании (Папская область);
- Козимо Империали, губернатор Рима и вице-камерленго Святой Римской Церкви (Папская область);
- Винченцо Мальвецци Бонфьоли, магистр Палаты Его Святейшества (Папская область);
- Луиджи Маттеи, аудитор Трибунала Священной Римской Роты (Папская область);
- Джованни Джакомо Милло, датарий Его Святейшества (Папская область);
- Клементе Арженвилльерс, аудитор Его Святейшества (Папская область);
- Антонио Андреа Галли, Can.Reg.Lat., генеральный аббат своей конгрегации (Папская область);
- Флавио Киджи младший, генеральный аудитор Апостольской Палаты (Папская область);
- Джованни Франческо Банкьери, генеральный казначей Апостольской Палаты (Папская область);
- Джузеппе Ливидзани Муладзани, секретарь мемориальных дат (Папская область);
- Луиджи Мария Торреджани, секретарь Священной Конгрегации Священной Консульты (Папская область).

## Консистория от 22 апреля 1754 года
- Антонио Серсале, архиепископ Неаполя (Неаполитанское королевство).

## Консистория от 18 декабря 1754 года
- Луис Антонио Фернандес де Кордоба, декан митрополичьего кафедрального собора Толедо (Испания).

## Консистория от 5 апреля 1756 года
- Никола-Шарль де Со-Таванн, архиепископ Руана (Франция);
- Альберико Аркинто, титулярный архиепископ Никеи (Папская область);
- Джамбаттиста Роэро ди Пралормо, архиепископ Турина (Сардинское королевство);
- Франсиско де Солис Фольк де Кардона, архиепископ Севильи (Испания);
- Иоганн Йозеф фон Траутсон, архиепископ Вены (эрцгерцогство Австрия);
- Поль д’Альбер де Люин, архиепископ Санса (Франция);
- Этьен-Рене Потье де Жевр, епископ Бове (Франция);
- Франц Конрад Казимир Игнац фон Родт, епископ Констанца (Княжество-епископство Констанц);
- Франсишку де Салданья да Гама, основной декан церкви Лиссабона (Португалия).